# 企画旅行
企画旅行（きかくりょこう）とは、日本の旅行業法に定められた旅行契約形態のひとつ。企画旅行約款に基づいて実施される旅行形態である。
旅行会社が旅行の目的地・日程・運送・宿泊などのサービス内容及び旅行代金を定めた旅行計画を作成し、自らの計算において運送機関等のサービス提供者と契約を締結して旅行商品を作成して販売する旅行契約のこと。旅行会社があらかじめ旅行計画を作成するものを募集型企画旅行、旅行会社が旅行者の依頼により旅行計画を作成するものを受注型企画旅行という。

## 特徴

### 旅行代金の包括性
企画旅行では旅行代金は包括表示され、手配旅行と違って運送・宿泊・観光などの細目ごとの費用内訳は明示されない。すなわち費用内訳が明示されない旅行は基本的に企画旅行である。
費用内訳が明示されないのは不当であるという意見も聞かれるが、例えば消費者が自動車を買う時は商品としての自動車を買うのであって、その自動車のパーツの値段は明示されていないことと同様である。
企画旅行も同様で、旅行会社が交通・宿泊・観光などのパーツを仕入れて、組み合わせた商品として旅行を販売する（これに対してパーツごとに原価を明示して販売するのが手配旅行である）。

### 旅行会社の責任
企画旅行は旅行会社が作成した商品であるから、手配旅行に比べて旅行会社の責任の度合いが大きいため、消費者保護のために手配旅行にはない旅程管理・旅程保証・特別補償という責任が旅行会社に課せられている。これを企画旅行の三大責任という。
また募集型企画旅行は企画した旅行会社以外の旅行会社でも販売される（受託販売という）のも特徴の一つである。

## 募集型企画旅行

### 概要
旅行会社があらかじめ旅行計画を作成して、パンフレットや広告などで参加者を募集して実施する旅行のこと。一般にパッケージツアーまたはパック旅行といわれる。2005年4月の旅行業法改正以前は主催旅行と呼ばれていた。
レディメードの旅行と考えればよく、住宅で言えば建売、洋服で言えば既製服（つるし）がイメージ的に近い。参加者の人数は関係なく、旅行会社がパンフレットを作成するなどして募集したものは、1名だけのフリープランであっても、添乗員が旗を立てて先導する団体旅行であってもこれに含まれる。
受注型企画旅行と違い、旅行会社があらかじめ設定していた最少催行人員に達しなかった場合、旅行業者による旅行開始前の契約解除が発生する。
東海道新幹線こだま号を格安で利用できる「ぷらっとこだま」もこの形態である。かつては観光バスにより都市間を結ぶ路線バス型の「ツアーバス」も存在した。

### パンフレット
旅行商品は一般の商品と違って実物がないので、手にとって確認することが出来ない。中でも募集型企画旅行は旅行会社の意図により作成したものであるから、消費者には内容の確認のしようがない。
このため消費者保護の観点から、募集型企画旅行のパンフレットや広告については記載項目や表示方法が細かく規定されている。募集型企画旅行のパンフレットは法的には「契約書面」といい、旅行業法に基づき定められた契約上の重要書類である。

### 旅行会社の種別との関係
旅行業法では旅行業は3つの種別があり、募集型企画旅行を自社で企画・実施出来る範囲が異なる。その旅行業者が法的にその企画旅行を実施出来ることを確認できるように、募集型企画旅行のパンフレットや広告には旅行業の登録番号を記載するよう義務付けられている。
1. 第1種旅行業　海外・国内両方の募集型企画旅行の企画・実施ができる。登録番号は観光庁長官登録旅行業第XX号である。1995年法改正以前の一般旅行業にあたる。
2. 第2種旅行業　国内のみの募集型企画旅行の企画・実施ができる。登録番号は○○県知事登録旅行業第2種第XX号（2-XX号）である。1995年法改正以前の国内旅行業にあたる。
3. 第3種旅行業　一定の条件下に限定された国内のみの募集型企画旅行の企画・実施ができる。登録番号は○○県知事登録旅行業第3種第XX号（3-XX号）である。旅行を実施できる区域と、代金の受け取りについて制限がある。

ここに認められた以外の募集型企画旅行を自社で企画・実施することは違法である。例えば、第2種旅行業者が海外の募集型企画旅行を企画・実施したり、第3種旅行業者が一定の条件に合致しない募集型企画旅行を企画・実施したりすることは違法行為である。
ただし、これは自社での企画・実施のみに関する規定である。海外・国内にかかわらず後に述べる受託販売、すなわち他の旅行会社が企画・実施する募集型企画旅行を代理して販売することは、当該旅行会社との間で受託契約を結ぶことを条件に、旅行業の3つの区分のいずれでも可能である。

## 受注型企画旅行

### 概要
旅行会社が旅行者の依頼により旅行計画を作成して実施する旅行のこと。一般に学校の修学旅行や企業の慰安旅行などがこれにあたる。
2005年4月の旅行業法改正以前は企画手配旅行と呼ばれていた。旅行業の登録区分（第1種、第2種、第3種）にかかわらず企画・実施する事が可能である。旅行業代理業者は企画・実施する事が出来ない。オーダーメードの旅行と考えればよく、住宅で言えば注文建築、洋服で言えばあつらえの服といったところがイメージ的に近い。同じような旅行内容でもパッケージツアーより割高になる事が多いが、理由はオーダーメードだからであり、一般に建売住宅より注文建築が、つるしの服よりあつらえの服が割高なことを考えれば理解できよう。
団体旅行である事が多いが、募集型企画旅行と同様に参加者の人数は関係ない。1名だけであっても、「ダイナミックパッケージ」のような既存のパッケージツアーにない自分だけのコースを旅行会社に頼んで作ってもらった旅行はこれに含まれる。

### 非募集性
受注型というだけあって募集型のように広く一般に参加者を募集することはできない。ただし、学校や企業の研修旅行等の場合は、その学校・企業の中で参加者を募集することはできる。旅行業公正取引協議会や日本旅行業協会の見解では、受注型企画旅行で参加者を募集出来る範囲は「日常的に接触がある、顔見知りの範囲」とされている。各種団体等が主催する研修旅行や視察旅行、親善旅行等で県内に住む人を対象に募集を行っているケースがあるが、この基準にてらせば受注型企画旅行ではなく募集型企画旅行であり、取り扱う旅行会社の登録区分は募集型企画旅行のそれに従うべきと考えられる。
また、まれに法的に募集型企画旅行が実施できない旅行会社が、意図的に受注型企画旅行を装って広く募集を行う「偽装受注型企画旅行」が見られる。旅行会社の登録区分などあまり一般消費者には関係ないように思われがちだが、旅行業法上の第1種から第3種までの登録区分は、登録の際の財産的基準や供託金（営業保証金）の額が違う。万一その旅行会社が経営破綻したような場合、補償の額に影響をおよぼす。

## 旅程管理

### 旅程管理とは
旅行会社は企画旅行を行う場合は、企画旅行を円滑に実施するために措置を講じることが義務付けられている。この措置を「旅程管理」といい、国土交通省令で以下のように定められている。
1. 計画通りのサービスが受けられるよう、旅行開始前に予約すること
2. 計画通りのサービスが受けられるよう、手続すること
3. 計画通りのサービスが受けられないときに、代替サービスを手配すること
4. 団体行動をするときに、集合時刻・集合場所などの指示をすること

別項で述べたように旅行商品は一般の商品と違って実物がないので、パーツを組み合わせて計画したとしても実際にその通りになるとは限らない。旅行を商品として計画通りに、あるいは出来るだけ計画に近いように完成させるための措置が旅程管理といえよう。

### 旅程管理を行う者
添乗員は、企画旅行に参加する旅行者に同行してこのうち2 - 4までの業務を行う。添乗員の同行の有無にかかわらず旅行会社には旅程管理を行う責任があり、添乗員が同行しない旅行では現地の係員やガイドがその業務を行う（ただし、現地の係員やガイドが旅程管理という考え方を認識していない場合も多く、トラブルになっている）。
なお、国内旅行においては、航空券やクーポン券などを参加者に渡して手続は自分で行ってもらう旨をパンフレットに明記した場合に限り、旅行会社の旅程管理は上記第1項を除いて免責とすることが出来る。

## 旅程保証

### 旅程保証と変更補償金とは
募集型企画旅行の参加者はパンフレットや最終案内書に記載されている旅行内容、すなわち旅程に魅力を感じてその旅行に参加する。また受注型企画旅行の参加者は、自分の希望にあった旅程が旅行会社により作成されたのでその旅行に参加する。したがって、募集型・受注型とも企画旅行においては旅行会社は前項で述べた旅程管理の責任を負い、出来るだけ計画通りに旅行を実施するよう義務付けられている。
しかしながら、旅行会社が旅程管理の努力をしていても、旅行会社が関与し得ない理由により計画通りにいかず旅程が変更になる場合がある。その変更が以下に述べられた重要な変更であった場合には、旅行代金に所定の比率をかけた額（1は1.5%、2 - 8は1.0%、9は2.5%である。ただし旅行開始日当日以降に旅行者に通知された場合、パーセンテージは各々の2倍となる）の変更補償金を参加者に支払うというのが「旅程保証」である。
1. 旅行開始日又は旅行終了日の変更
2. 入場する観光地又は観光施設（レストランを含む）その他の旅行の目的地の変更
3. 運送機関の等級又は設備のより低い料金のものへの変更
4. 運送機関の種類又は会社名の変更
5. 国内の旅行開始地の空港又は旅行終了地の空港の異なる便への変更
6. 国内と海外との間における直行便の乗継便又は経由便への変更
7. 宿泊機関の種類又は名称の変更
8. 宿泊機関の客室の種類、設備、景観その他の客室の条件の変更
9. 前各号に掲げる変更のうち契約書面のツアー・タイトル中に記載があった事項の変更（募集型企画旅行のみ）

ただし、下記の場合は旅程保証は免責となる。
1. 旅行会社に責任がある場合（旅行会社の手配ミスなど）。無過失責任を参照。
2. 天災地変、戦乱、暴動、官公署の命令
3. 運送・宿泊機関等の旅行サービス提供の中止
4. 当初の運行計画によらない運送サービスの提供
5. 旅行参加者の生命又は身体の安全確保のため必要な措置

### 変更補償金の請求期限
上記の事由により旅行者は旅行会社に対して変更補償金を請求する場合は、旅行終了日の翌日から起算して30日以内に行う必要がある。

### 変更補償金の上限など
旅行者1名につき、1募集型企画旅行について、旅行代金に対する旅行会社が定める割合（ただし最低15%）を上回る場合は、上回る分は支払われない。また、変更補償金の合計が1,000円未満となった場合も支払われない。

### 無過失責任
旅程保証は旅行会社の関与し得ない理由による変更に対して旅行会社が責任を負うことから、次項の特別補償とともに「無過失責任」とよばれる。上記の変更が旅行会社の責任によるものであった場合（予約が取れなかった、等）は旅程保証ではなく旅程管理義務違反であり、旅行者に対する債務不履行である。支払われるのは変更補償金ではなく損害賠償金である。
旅行会社の責任によらずこれらの変更が起きる例としては、航空会社や宿泊機関によるオーバーブッキング（座席数や部屋数以上に予約を受け付けること）がある。

## 特別補償

### 特別補償とは
旅行会社の責任の有無にかかわらず、旅行者が企画旅行参加中に急激かつ偶然な外来の事故によりその生命、身体又は手荷物の上に被った一定の損害について、あらかじめ定める額の補償金及び見舞金が支払われる。これを「特別補償」といい、「旅程保証」と同様に旅行会社に責任がない場合でも補償が行われる旅行会社の「無過失責任」である。なお、旅行会社に責任があった場合は「特別補償」ではなく「損害賠償」である。なお、特別補償規定により各種補償金・見舞金が支払われた後に旅行会社が損害賠償責任を負うことが判明した場合は、損害賠償金額はすでに支払った補償金・見舞金の分だけ減少される。

### 免責などの規定と特別補償保険
団体行動中はもとより、ツアーに定められた自由行動中でも基本的に特別補償の対象である。ツアー期間中の無断離脱（黙っていなくなること）の場合は対象ではない。また単なる自由行動日ではなく、旅行会社が運送や宿泊の手配を一切していない日があって（往復の飛行機と現地へ到着した日の宿泊しか含まれていないようなツアーの場合など）その日は特別補償の対象にならないことがパンフレットに記載されている場合も対象ではない。また、一般に旅行者や死亡補償金を受け取るべき者の故意、旅行者の自殺行為、犯罪行為又は闘争行為、法令違反行為、疾病、戦争、暴動あるいは特定の危険な運動中の事故によるものなども免責となる。
特別補償は、無過失責任であるにもかかわらず死亡補償金が海外旅行で2500万円、国内旅行で1500万円と高額なこと、入院や通院に対しても見舞金を出さなくてはならないことなど旅行会社の負担が大きいことから、各旅行会社とも上記の免責事項をはじめとする詳細な規定を旅行業約款の中に定めている。また、これを担保するために、各旅行会社とも自社を受取人として特別補償に関する保険を保険会社と契約しているのが普通である。
なお、旅行会社が特別補償に関する保険をかけているから補償金や見舞金が支払われるのではなく、約款に特別補償という規定があるから支払われる。すなわち、特別補償に該当する場合、旅行会社は特別補償保険の付保の有無にかかわらず補償金・見舞金を支払わなくてはならない。その場合、もし旅行会社が特別補償保険をかけていなければ、持ち出しということになるので、前述のように金額が高額であることから、場合によっては十分な支払いが行えない、あるいは支払うと旅行会社の経営が危機に陥る可能性がある。
募集型企画旅行を実施する旅行会社はまず例外なく特別補償保険を付保しているが、受注型企画旅行を専ら実施する旅行会社の中には付保していない例もまれに見られる。消費者の側も旅行契約の際は、受注型企画旅行の項で述べた旅行業者の登録区分の確認に加えて特別補償保険の付保の有無も確認した方がよい。
また、特別補償に関しては、旅行会社が保険会社と契約しているため、保険会社側が支払い条件に合致しないと判断すると、旅行会社は支払いを拒否することとなる。不慮の事故が発生した場合には、旅行会社を相手に正当性を主張しても、最終的には保険会社との調整となり、旅行会社側が間に入っての調整をすることはしないケースがあり、最終的には保険金不払いと言うかたちでの損害賠償請求の訴訟を旅行会社相手に起こすこととなる。このとき、旅行会社は、旅行参加者と保険会社には直接的な契約関係が存在しないため、旅行会社は保険会社を補助参加人として裁判に参加させ、法廷闘争を行うこととなる。

### オプショナルツアーについて
同一旅行会社が実施するオプショナルツアー参加中に事故に遭った場合は、オプショナルツアーを含めて1つの募集型企画旅行であるとみなされるため、二度補償金・見舞金が支払われることはない。ただし、そのオプショナルツアーが他社により実施される場合は、双方の旅行会社から補償を受けることができることがある。

## 受託販売

### 受託販売とは
旅行業法では他の旅行業者を代理して旅行契約を行うためには旅行業者代理業の登録を受けなくてはならないが、募集型企画旅行に限り、旅行業者は、他の旅行業者が実施する企画旅行をその旅行業者を代理して企画旅行契約を締結することができる。これを「受託販売」、若しくは「代売」（代理販売）という。たとえば第1種旅行業者であるジャルパックの企画・実施するパッケージツアー「I'll」が同じく第1種旅行業者であるジェイティービー（現在同社は純粋持株会社なので正確にはJTB首都圏など地域子会社）の店舗で販売されているのがこれにあたる。受注型企画旅行や手配旅行では受託販売はできない。

### 受託契約
受託販売は自由にできるわけではなく、受託販売を行う旅行業者（「受託旅行業者」という）は旅行を企画・実施する他の旅行業者（「委託旅行業者」という）を代理して企画旅行契約を締結するという内容の契約（「受託契約」という）を委託旅行業者と締結するよう旅行業法により定められている。
また、受託契約において受託旅行業者を所属旅行業者とする旅行業者代理業者名が定められたときは、その旅行業者代理業者でも受託販売ができる。企画旅行契約に関する旅行者への最終的な責任はすべて委託旅行業者にある。受託旅行業者は民法上の代理人とみなされる。

### 受託販売されるパッケージツアー
その旅行会社で受託販売が可能な他社のパッケージツアーについてはリストを旅行会社の営業所の店頭に掲示するよう義務付けられている。ただし、そのリストにある旅行会社のパッケージツアーがすべて受託販売できるわけではなく、旅行会社によっては自社での直接販売しか行わず、他社での受託販売は行わないパッケージツアーもある。
旅行業者は相互にこの受託契約を締結している場合が多い。近畿日本ツーリストのパッケージツアーが日本旅行の店舗で販売されているのと同時に、日本旅行のパッケージツアーが近畿日本ツーリストの店舗で販売されているのはこのことによる。また、旅行業者の中には自社の販売店舗を持たずパッケージツアーの販売は専ら他の旅行業者での受託販売によるものもあり、ジャルパックやANAセールスはこの例である。